# Rodolfo Díaz Wright
Rodolfo Diaz Wright (nacido como Rodolfo Enrique Diaz Wright, el 5 de mayo de 1950 en la Ciudad de  Momil, Córdoba), es un  Ingeniero Químico, Abogado y Escritor Colombiano. Se desempeñó como Alcalde de Cartagena de Indias 2003 - 2004.

## Biografía
Alcalde de Cartagena de Indias Capital departamento de Bolívar. Sus primeros pasos en lo público se dan cuando ingresa a la estatal petrolera Ecopetrol de la cual fue gerente, después de realizar estudios de Ingeniería Química en la Universidad de Antioquia y de Alta Gerencia en la Universidad de los Andes. Luego de concluir sus estudios de Derecho en la Universidad de Cartagena, es designado  Alcalde de la ciudad de Cartagena de Indias por decreto presidencial. Ha estado vinculado igualmente al sector oficial desde la Gobernación de  Bolívar en calidad de Asesor. Actualmente es asesor estratégico de la alcaldía de Cartagena de Indias.

## Estudios
Ingeniero Químico de la Universidad de Antioquia. Especialista en Gerencia de la Universidad de los Andes de Bogotá. Abogado de la Universidad de Cartagena. Especialista en Derecho Público de la Universidad Externado de Colombiay especialista en Ciencias Penales y Criminológicas de la Universidad de Cartagena. Máster en Derecho Penal Internacional de la Universidad de Granada - España. Master en Diplomacia y Relaciones Internacionales del Instituto de Negocios de España.

## Distinciones
- Alcalde Mayor de Cartagena (2003).
- Presidente Liga Bolivarense de Voleibol (2024-2027).
- Presidente del Centro de Pensamiento Liderazgo Caribe 2003 - actualmente.

## Publicaciones
- Rodolfo Diaz Wright (2011). La Justicia Transicional en Colombia.
- Rodolfo Diaz Wright (2013). Herederos de Stonewall.
- Rodolfo Diaz Wright (2019). Cojan el Trompo en la Uña.
- Rodolfo Diaz Wright (2022). En los años 2020.

## Cargos
- Gerente General Refinería de Ecopetrol - Cartagena de Indias
- Gerente General Refinería de Ecopetrol - Barrancabermeja
- Vicepresidente de Refinación y Petroquímica Ecopetrol - Bogotá
- Alcalde Mayor de Cartagena de Indias - Cartagena de Indias
- Asesor  Gobernación de Bolivar - Cartagena de Indias
- Asesor estratégico de la alcaldía de Cartagena de Indias